# San Pedro de Daute
San Pedro de Daute es un barrio perteneciente al municipio de Garachico, en la provincia de Santa Cruz de Tenerife (Canarias, España). Está situado en la zona norte de la isla canaria de Tenerife en un promontorio en la parte occidente de la bahía de Garachico. El término Daute es de procedencia guanche. El nombre de la aldea es un combinación de un nombre guanche y otro castellano, formando un topónimo mixto en el que cada nombre actúa indistintamente o de núcleo o de complemento del topónimo.

## Historia
La isla canaria de Tenerife estuvo dividida en menceyatos hasta su conquista por los Reyes Católicos. El menceyato de Daute pactó su rendición ante Castilla en 1496, mismo año en que se señala la total rendición de la Isla de Tenerife. A partir de 1497, los primeros pobladores de Castilla, designados por D. Alonso Fernández de Lugo, se repartieron para tomar los nuevos territorios del oeste de Tenerife, y así nació el primer poblado de la comarca, el de San Pedro de Daute.
La zona de San Pedro de Daute era un punto geográficamente clave al estar alejado de la Costa de Daute, lo que permitía a los conquistadores huir de piratas provenientes de Francia y Gran Bretaña. El camino que cruzaba la aldea conectaba el resto de la comarca con el Puerto de Garachico, punto de comunicación de la comarca con Europa. Los acantilados de Daute eran una zona propensa para el cultivo de tierras. Entre los años 1501 y 1516, con dinero de la banca de Sevilla y la de Génova, comenzó la producción en los campos de Daute, sobre todo de la caña de azúcar. Tras la erupción del volcán del Teide en 1706, la zona de San Pedro del Daute fue de las pocas que escapó de la lava al hallarse en lo alto de la montaña.

## Parroquia de San Pedro de Daute
La parroquia de San Pedro de Daute fue el primer templo de Garachico, muy poco visitado por hallarse fuera de la carretera general del Norte. La estructura existía desde el año 1509. En 1514 se creó la parroquia, que se estableció como Cabeza del Beneficio Eclesiástico de Daute. La Iglesia estaba construida y con Beneficio nombrado por el Obispo del Archipiélago antes de la Iglesia de Santa Ana, iglesia principal del municipio, que se construyó en 1520. La parroquia forma parte de la Diócesis de S. Cristóbal de la Laguna, dirigida por el Obispo Mons Bernardo Álvarez Alonso.

### Arquitectura de la Iglesia
El interior de la parroquia es similar a la estructura de una nave. A los pies, al lado del Evangelio, se halla la Capilla del Bapusterio. La Capilla Mayor está rellena por cuatro pinturas con imágenes de la vida de San Pedro, todas de aproximadamente cincuenta centímetros de largo por treinta de alto. Las composiciones son por regla general, sencillas. La decoración incluye también figuras de pocos centímetros de la Inmaculada Concepción,  de San Pedro Apóstol, y de San Blas, entre otras.

### Pinturas
Visión de San Pedro
Es el lienzo más concluido y de mayor dimensión,  con unos veinte centímetros de alto. La figura de San Pedro aparece en el centro del lienzo, arrodillada y mirando hacia el cielo, donde se observan resplandores dorados. Alrededor del Santo, animales extraños, que interpretan los Hechos de los Apóstoles, en la Santa Biblia.
La Pesca Milagrosa
Este lienzo contrasta con el óleo anterior por su composición, cargada de un número mayor de personas. Una barca con los apóstoles inclinados con redes se encuentra en el centro del diseño. A la derecha, observando la escena, Cristo y San Pedro de pie. A la izquierda, sentado en la popa, el timonel.
San Pedro Andando sobre las olas
Este lienzo se halla junto a la mesa del altar del lado de la Epístola, de tamaño similar a la Visión de San Pedro. En el centro, San Pedro y Cristo mirando hacia Jesús, que se arrodilla ante ellos en representación de su fe. Al fondo, se observa una marina de mar y una barca. Los colores de esta pintura se superponen ofreciendo varias tonalidades y las figuras tienen una marcada expresión religiosa.
Martirio de San Pedro
Lienzo más pequeño de los cuatro. En él se observa a San Pedro boca abajo, desnudo, y sujeto a la Cruz.

## Demografía
En 2020, San Pedro de Daute contaba con 103 habitantes. La población de entre 70 y 79 años representa el 18,44% del total, con 19 habitantes, constituyendo el mayor núcleo poblacional.
| Año             | 2016 | 2017 | 2018 | 2019 | 2020 |
| --------------- | ---- | ---- | ---- | ---- | ---- |
| Población total | 106  | 102  | 108  | 110  | 103  |
| Mujeres         | 51   | 51   | 51   | 55   | 52   |
| Hombres         | 55   | 51   | 57   | 55   | 51   |